# CP 2600 sorozat

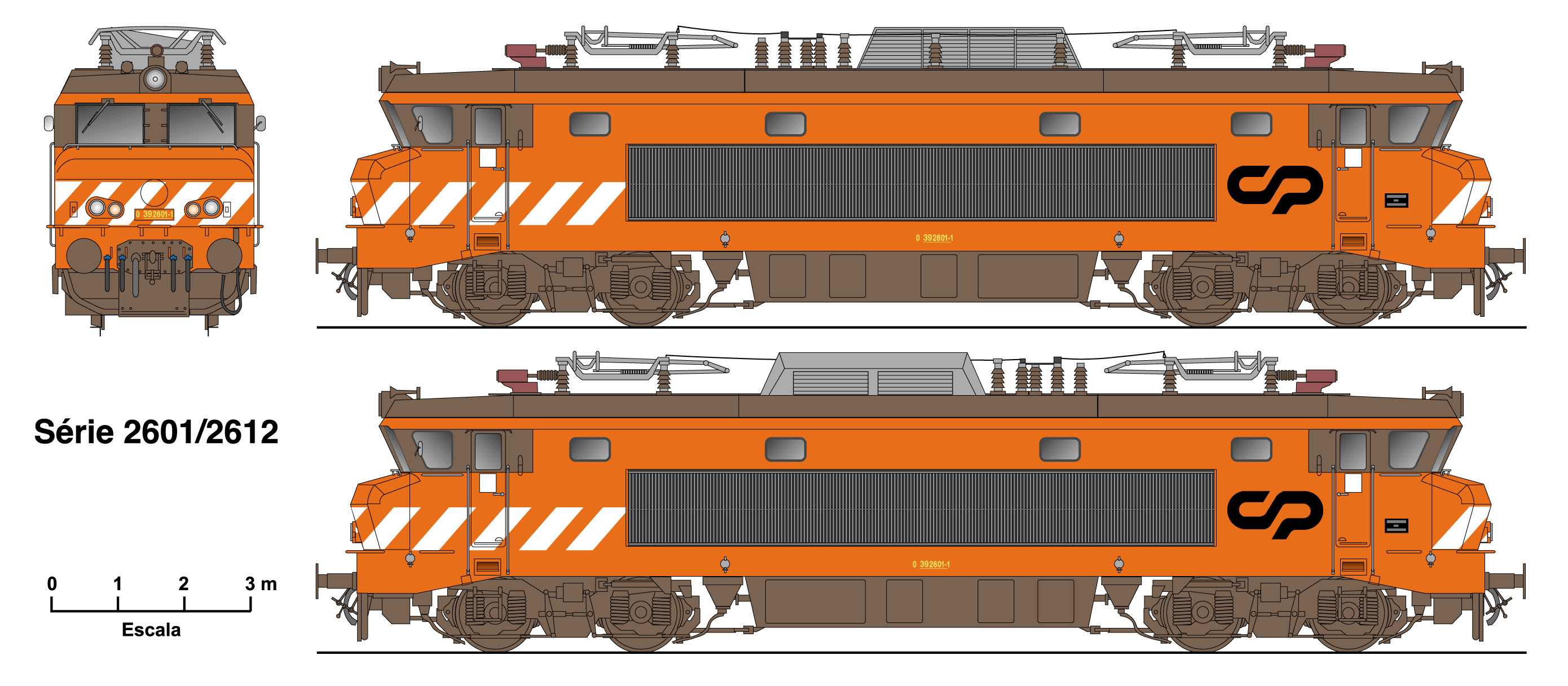
A mozdony jellegrajza

Az CP 2600 sorozat (Bevenevén Nez-Cassée, magyarul: törött orr) egy portugál B'B' tengelyelrendezés, 25 kV 50 Hz AC áramrendszerű  villamosmozdony-sorozat. A mozdonyt a Groupement d'Étude d'Électrification Monophasé 50Hz és az Alstom gyártotta a CP részére. A mozdonyok alapja a francia SNCF BB 15000 sorozat. 1974 és 1975 között összesen 12 db állt forgalomba. A mozdonyok kisebb teljesítményűek, mint az újabb CP 4700 sorozat és a CP 5600 sorozat. A mozdonyok maximális sebessége 160 km/h.
2012-ben még kilenc mozdony szolgálatban volt, de a CP terve szerint a teljes sorozat néhány éven belül selejtezésre kerül.
A sorozat egy másik változata a CP 2620 sorozat, melyet a Sorefame gyártott a Groupement d'Étude d'Électrification Monophasé 50Hz és az  Alstom licence alapján. Ebből a sorozatból 9 készült, melyből 2012-ben még az összes szolgálatban volt.